# Roque Santa Cruz
Roque Luis Santa Cruz Cantero (Luque, 16 agosto 1981) è un calciatore paraguaiano, attaccante del Libertad.

## Caratteristiche tecniche
È soprannominato El Puntero per le sue grandi doti fisiche, in particolare nel colpo di testa, ma è anche dotato di buona tecnica individuale. Grazie alla sua longevità sportiva, fa parte della ristretta cerchia dei calciatori con almeno 1000 presenze in carriera.

## Carriera

### Club

#### Olimpia
Roque Santa Cruz fa il suo debutto nel Club Olimpia di Asunción nel 1997, a 16 anni, dopo aver frequentato la scuola calcio locale.

#### Bayern Monaco
L'anno successivo partecipa ai Mondiali Under-20, per poi venir acquistato dal Bayern Monaco nel 1999 per 7 milioni di dollari. Nella sua prima stagione in Bundesliga segna 5 gol in 11 incontri.
Il primo serio infortunio è della stagione 2002-2003, quando può giocare solo 8 partite da titolare. Un nuovo infortunio nella stagione 2004-2005 lo costringe a disputare solo 4 partite. Il suo ritorno è bloccato nella stagione successiva, a metà campionato, dai persistenti problemi al ginocchio.
In otto campionati di Bundesliga, disputati con il Bayern tra il 1999 e il 2007, totalizza 31 reti in 155 presenze.

#### Blackburn
Nel 2007 è stato ceduto a titolo definitivo al Blackburn Rovers, dove ha ritrovato la continuità di impiego e ha ricominciato a segnare con frequenza. Segna la sua prima tripletta nel Blackburn nel match perso 5-3 contro il Wigan il 15 dicembre 2007, diventando così il primo giocatore da oltre dieci anni nel calcio inglese a segnare una tripletta per la squadra perdente, dalla tripletta di Dwight Yorke il 30 settembre 1996 nel match perso dall'Aston Villa contro il Newcastle United per 4-3. Ha concluso la sua prima stagione in Premier League segnando 19 gol con il Blackburn.

#### Manchester City
Il 22 giugno 2009 viene acquistato dal Manchester City per 18 milioni di sterline; con la formazione celeste non riesce ad imporsi, complice un'integrità fisica precaria che lo tiene spesso lontano dal campo.

#### Prestiti a Blackburn e Real Betis
Il 14 gennaio 2011, dopo numerosi voci che lo accostavano alla Lazio, passa in prestito al Blackburn Rovers, un ritorno nella squadra dove per due stagioni aveva già militato. Alla fine della stagione, dopo 9 presenze e nessun gol, i Rovers decidono di non riscattarlo ed il giocatore fa quindi ritorno al Manchester City.
Il 28 agosto 2011 viene ceduto in prestito per un anno agli spagnoli del Real Betis.
Il 22 settembre 2011 sigla la sua prima doppietta contro il Real Zaragoza. Al termine della stagione il Betis decide di non riscattarlo ed il giocatore fa quindi ritorno al Manchester City.

#### Malaga
Alla vigilia della stagione 2012-2013 Santa Cruz viene nuovamente ceduto in prestito dal Manchester City ad una squadra della Liga spagnola: questa volta si tratta del Malaga.
Passato al Malaga titolo definitivo l'11 luglio 2013, firma un triennale con il club andaluso, ma vi resta per altri diciassette mesi prima di una nuova cessione. Nel 2013-2014 segna 6 gol nella stagione conclusa con la salvezza nella Liga. Nel dicembre 2014 passa per 2 milioni di euro al Cruz Azul. Debutta con il nuovo club nella partita vinta per 0-1 sul campo del Pachuca il 10 gennaio 2015, subentrando a 8 minuti dalla fine a Ismael Valadéz. Nell'agosto 2015 ritorna al Malaga, dove rimane una stagione.

#### Ritorno in Paraguay: Olimpia e Libertad
Tornato in patria, nel giugno 2016 si accorda con l'Olimpia, dove fa ritorno dopo diciassette anni. Il 23 giugno 2016 torna a vestire la maglia dell'Olimpia entrando nel secondo tempo di una sfida contro il Boca Juniors. Dopo 5 anni nell'Olimpia, il 28 dicembre 2021, viene ufficializzato il passaggio al Club Libertad

### Nazionale
Ai Mondiali di Giappone-Corea del Sud 2002 è presente in tutte e 4 le partite della Nazionale paraguaiana, segnando anche un gol.
Il Mondiale tedesco vede Santa Cruz giocare le 3 partite disputate dalla sua Nazionale, senza andare in rete, dopo che un infortunio ai legamenti subito nell'ottobre 2005 aveva messo a rischio la sua convocazione.
Ai Mondiali di Sud Africa 2010 fa il suo esordio nella prima partita del girone contro l'Italia, entrando al 67', e scende in campo in tutte le gare disputate dalla selección fino ai quarti di finale (raggiunti per la prima volta nella storia della Nazionale Albiroja), anche se non sempre è schierato nell'undici titolare.
Viene convocato per la Copa América 2011, nella quale esordisce contro l'Ecuador nel pareggio 0-0. Segna nella partita successiva il goal dell'1-1 contro il Brasile (terminata 2-2), che lo consacra con 25 goal il miglior marcatore nella storia del Paraguay.
Viene convocato per la Copa América Centenario del 2016, ma non può parteciparvi a causa di un infortunio e viene sostituito da Antonio Sanabria.
Il 9 novembre 2016 annuncia il suo addio alla nazionale.

## Statistiche

### Presenze e reti nei club
Statistiche aggiornate al 17 agosto 2025.
| Stagione                | Squadra                 | Campionato              | Campionato | Campionato | Coppe nazionali | Coppe nazionali | Coppe nazionali | Coppe continentali | Coppe continentali | Coppe continentali | Altre coppe | Altre coppe | Altre coppe | Totale | Totale |
| Stagione                | Squadra                 | Comp                    | Pres       | Reti       | Comp            | Pres            | Reti            | Comp               | Pres               | Reti               | Comp        | Pres        | Reti        | Pres   | Reti   |
| ----------------------- | ----------------------- | ----------------------- | ---------- | ---------- | --------------- | --------------- | --------------- | ------------------ | ------------------ | ------------------ | ----------- | ----------- | ----------- | ------ | ------ |
| 1997                    | Olimpia                 | PD                      | 1          | 0          | -               | -               | -               | -                  | -                  | -                  | -           | -           | -           | 1      | 0      |
| 1998                    | Olimpia                 | PD                      | 9          | 3          | -               | -               | -               | CM                 | 6                  | 4                  | -           | -           | -           | 15     | 7      |
| 1999                    | Olimpia                 | PD                      | 14         | 10         | -               | -               | -               | CL                 | 5                  | 2                  | -           | -           | -           | 19     | 12     |
| 1999-2000               | Bayern Monaco           | BL                      | 28         | 5          | CG              | 5               | 3               | UCL                | 15                 | 1                  | -           | -           | -           | 48     | 9      |
| 2000-2001               | Bayern Monaco           | BL                      | 19         | 5          | CG              | 1               | 0               | UCL                | 6                  | 0                  | CdL         | 2           | 1           | 28     | 6      |
| 2001-2002               | Bayern Monaco           | BL                      | 22         | 5          | CG              | 3               | 1               | UCL                | 11                 | 3                  | CdL+SU      | 1+1         | 0           | 38     | 9      |
| 2002-2003               | Bayern Monaco           | BL                      | 14         | 5          | CG              | 3               | 1               | UCL                | 2                  | 1                  | -           | -           | -           | 19     | 7      |
| 2003-2004               | Bayern Monaco           | BL                      | 29         | 5          | CG              | 4               | 3               | UCL                | 8                  | 1                  |             | -           | -           | 41     | 9      |
| 2004-2005               | Bayern Monaco           | BL                      | 4          | 0          | CG              | 1               | 4               | UCL                | -                  | -                  | CdL         | 2           | 0           | 7      | 4      |
| 2005-2006               | Bayern Monaco           | BL                      | 13         | 4          | CG              | 3               | 0               | UCL                | 2                  | 0                  | CdL         | 1           | 0           | 19     | 4      |
| 2006-2007               | Bayern Monaco           | BL                      | 26         | 2          | CG              | 3               | 0               | UCL                | 7                  | 1                  | CdL         | 2           | 0           | 38     | 3      |
| Totale Bayern Monaco    | Totale Bayern Monaco    | Totale Bayern Monaco    | 155        | 31         |                 | 23              | 12              |                    | 51                 | 7                  |             | 9           | 1           | 238    | 51     |
| 2004-2005               | Bayern Monaco II        | RL                      | 5          | 2          | -               | -               | -               | -                  | -                  | -                  | -           | -           | -           | 5      | 2      |
| 2005-2006               | Bayern Monaco II        | RL                      | 1          | 0          | -               | -               | -               | -                  | -                  | -                  | -           | -           | -           | 1      | 0      |
| Totale Bayern Monaco II | Totale Bayern Monaco II | Totale Bayern Monaco II | 6          | 2          |                 | -               | -               |                    | -                  | -                  |             | -           | -           | 6      | 2      |
| 2007-2008               | Blackburn Rovers        | PL                      | 37         | 19         | FACup+CdL       | 0+3             | 0+3             | CU                 | 3                  | 1                  |             | -           | -           | 43     | 23     |
| 2008-2009               | Blackburn Rovers        | PL                      | 20         | 4          | FACup+CdL       | 4+3             | 1+1             |                    | -                  | -                  | -           | -           | -           | 27     | 6      |
| 2009-2010               | Manchester City         | PL                      | 19         | 3          | FACup+CdL       | 2+1             | 0+1             | -                  | -                  | -                  | -           | -           | -           | 22     | 4      |
| 2010-gen. 2011          | Manchester City         | PL                      | 1          | 0          | FACup+CdL       | 0+1             | 0               | UEL                | -                  | -                  | -           | -           | -           | 2      | 0      |
| Totale Manchester City  | Totale Manchester City  | Totale Manchester City  | 20         | 3          |                 | 4               | 1               |                    | -                  | -                  |             | -           | -           | 24     | 4      |
| gen.-giu. 2011          | Blackburn Rovers        | PL                      | 9          | 0          | FACup+CdL       | 1+0             | 0               |                    | -                  | -                  | -           | -           | -           | 10     | 0      |
| Totale Blackburn        | Totale Blackburn        | Totale Blackburn        | 66         | 23         |                 | 11              | 5               |                    | 3                  | 1                  |             | -           | -           | 80     | 29     |
| 2011-2012               | Betis                   | PD                      | 33         | 7          | CR              | 2               | 0               | -                  | -                  | -                  | -           | -           | -           | 35     | 7      |
| 2012-2013               | Malaga                  | PD                      | 31         | 8          | CR              | 4               | 3               | UCL                | 10                 | 1                  | -           | -           | -           | 45     | 12     |
| 2013-2014               | Malaga                  | PD                      | 31         | 6          | CR              | 1               | 0               | -                  | -                  | -                  | -           | -           | -           | 32     | 6      |
| 2014-gen. 2015          | Malaga                  | PD                      | 12         | 3          | CR              | 1               | 2               | -                  | -                  | -                  | -           | -           | -           | 13     | 5      |
| gen.-giu. 2015          | Cruz Azul               | PD                      | 11         | 4          | CM              | 0               | 0               | -                  | -                  | -                  | -           | -           | -           | 11     | 4      |
| 2015-2016               | Malaga                  | PD                      | 17         | 2          | CR              | 2               | 1               | -                  | -                  | -                  | -           | -           | -           | 19     | 3      |
| Totale Malaga           | Totale Malaga           | Totale Malaga           | 91         | 19         |                 | 8               | 6               |                    | 10                 | 1                  |             | -           | -           | 109    | 26     |
| 2016                    | Olimpia                 | PD                      | 16         | 5          |                 | -               | -               | -                  | -                  | -                  | -           | -           | -           | 16     | 5      |
| 2017                    | Olimpia                 | PD                      | 26         | 3          |                 | -               | -               | CL+CS              | 4+2                | 1+0                | -           | -           | -           | 32     | 4      |
| 2018                    | Olimpia                 | PD                      | 34         | 13         | CP              | 4               | 4               | CL                 | 4                  | 1                  | -           | -           | -           | 42     | 18     |
| 2019                    | Olimpia                 | DP                      | 34         | 26         | CP              | 0               | 0               | CL                 | 8                  | 2                  | -           | -           | -           | 42     | 28     |
| 2020                    | Olimpia                 | DP                      | 27         | 17         | CP              | -               | -               | CL                 | 5                  | 0                  | -           | -           | -           | 32     | 17     |
| 2021                    | Olimpia                 | DP                      | 25         | 4          | CP              | 3               | 0               | CL                 | 6                  | 1                  | SP          | 1           | 1           | 35     | 6      |
| Totale Olimpia          | Totale Olimpia          | Totale Olimpia          | 186        | 81         |                 | 7               | 4               |                    | 40                 | 11                 |             | 1           | 1           | 234    | 97     |
| 2022                    | Libertad                | DP                      | 39         | 12         | CP              | 2               | 1               | CL                 | 4                  | 2                  | -           | -           | -           | 45     | 15     |
| 2023                    | Libertad                | DP                      | 37         | 3          | CP              | 5               | 0               | CL+CS              | 4+2                | 0                  | -           | -           | -           | 48     | 3      |
| 2024                    | Libertad                | DP                      | 30         | 4          | CP              | 5               | 2               | CL+CS              | 4+5                | 1+1                | -           | -           | -           | 44     | 8      |
| 2025                    | Libertad                | DP                      | 22         | 3          | CP              | 0               | 0               | CL                 | 6                  | 0                  | SP          | 1           | 1           | 29     | 4      |
| Totale Libertad         | Totale Libertad         | Totale Libertad         | 128        | 22         |                 | 12              | 3               |                    | 25                 | 4                  |             | 1           | 1           | 166    | 30     |
| Totale carriera         | Totale carriera         | Totale carriera         | 696        | 192        |                 | 67              | 31              |                    | 129                | 24                 |             | 11          | 3           | 903    | 250    |

### Cronologia presenze e reti in nazionale
| Cronologia completa delle presenze e delle reti in nazionale ― Paraguay | Cronologia completa delle presenze e delle reti in nazionale ― Paraguay | Cronologia completa delle presenze e delle reti in nazionale ― Paraguay | Cronologia completa delle presenze e delle reti in nazionale ― Paraguay | Cronologia completa delle presenze e delle reti in nazionale ― Paraguay | Cronologia completa delle presenze e delle reti in nazionale ― Paraguay | Cronologia completa delle presenze e delle reti in nazionale ― Paraguay | Cronologia completa delle presenze e delle reti in nazionale ― Paraguay |
| Data                                                                    | Città                                                                   | In casa                                                                 | Risultato                                                               | Ospiti                                                                  | Competizione                                                            | Reti                                                                    | Note                                                                    |
| ----------------------------------------------------------------------- | ----------------------------------------------------------------------- | ----------------------------------------------------------------------- | ----------------------------------------------------------------------- | ----------------------------------------------------------------------- | ----------------------------------------------------------------------- | ----------------------------------------------------------------------- | ----------------------------------------------------------------------- |
| 28-4-1999                                                               | Pedro Juan Caballero                                                    | Paraguay                                                                | 2 – 1                                                                   | Messico                                                                 | Amichevole                                                              | -                                                                       |                                                                         |
| 17-6-1999                                                               | Ciudad del Este                                                         | Paraguay                                                                | 3 – 2                                                                   | Uruguay                                                                 | Amichevole                                                              | 1                                                                       |                                                                         |
| 24-6-1999                                                               | Asunción                                                                | Paraguay                                                                | 2 – 1                                                                   | Colombia                                                                | Amichevole                                                              | -                                                                       |                                                                         |
| 29-6-1999                                                               | Asunción                                                                | Bolivia                                                                 | 0 – 0                                                                   | Paraguay                                                                | Coppa America 1999 - 1º turno                                           | -                                                                       | 76’                                                                     |
| 2-7-1999                                                                | Asunción                                                                | Paraguay                                                                | 4 – 0                                                                   | Giappone                                                                | Coppa America 1999 - 1º turno                                           | 2                                                                       |                                                                         |
| 5-7-1999                                                                | Asunción                                                                | Perù                                                                    | 0 – 1                                                                   | Paraguay                                                                | Coppa America 1999 - 1º turno                                           | 1                                                                       |                                                                         |
| 10-7-1999                                                               | Asunción                                                                | Paraguay                                                                | 1 – 1 (3 – 5 dtr)                                                       | Uruguay                                                                 | Coppa America 1999 - Quarti di finale                                   | -                                                                       | 76’                                                                     |
| 17-11-1999                                                              | Maldonado                                                               | Uruguay                                                                 | 0 – 1                                                                   | Paraguay                                                                | Amichevole                                                              | -                                                                       |                                                                         |
| 29-3-2000                                                               | Lima                                                                    | Perù                                                                    | 2 – 0                                                                   | Paraguay                                                                | Qual. Mondiali 2002                                                     | -                                                                       |                                                                         |
| 26-4-2000                                                               | Asunción                                                                | Paraguay                                                                | 1 – 0                                                                   | Uruguay                                                                 | Qual. Mondiali 2002                                                     | -                                                                       |                                                                         |
| 21-6-2000                                                               | Ciudad del Este                                                         | Paraguay                                                                | 1 – 0                                                                   | Costa Rica                                                              | Amichevole                                                              | -                                                                       | 46’                                                                     |
| 29-6-2000                                                               | Santiago del Cile                                                       | Cile                                                                    | 3 – 1                                                                   | Paraguay                                                                | Qual. Mondiali 2002                                                     | -                                                                       | 65’                                                                     |
| 18-7-2000                                                               | Asunción                                                                | Paraguay                                                                | 2 – 1                                                                   | Brasile                                                                 | Qual. Mondiali 2002                                                     | -                                                                       | 36’ 77’                                                                 |
| 16-8-2000                                                               | Buenos Aires                                                            | Argentina                                                               | 1 – 1                                                                   | Paraguay                                                                | Qual. Mondiali 2002                                                     | -                                                                       | 55’                                                                     |
| 2-9-2000                                                                | Asunción                                                                | Paraguay                                                                | 3 – 0                                                                   | Venezuela                                                               | Qual. Mondiali 2002                                                     | -                                                                       | 85’                                                                     |
| 7-10-2000                                                               | Bogotà                                                                  | Colombia                                                                | 0 – 2                                                                   | Paraguay                                                                | Qual. Mondiali 2002                                                     | 1                                                                       | 65’                                                                     |
| 15-11-2000                                                              | Asunción                                                                | Paraguay                                                                | 5 – 1                                                                   | Perù                                                                    | Qual. Mondiali 2002                                                     | 1                                                                       | 69’                                                                     |
| 2-6-2001                                                                | Asunción                                                                | Paraguay                                                                | 1 – 0                                                                   | Cile                                                                    | Qual. Mondiali 2002                                                     | -                                                                       | 65’                                                                     |
| 15-8-2001                                                               | Porto Alegre                                                            | Brasile                                                                 | 2 – 0                                                                   | Paraguay                                                                | Qual. Mondiali 2002                                                     | -                                                                       | 59’                                                                     |
| 5-9-2001                                                                | Asunción                                                                | Paraguay                                                                | 5 – 1                                                                   | Bolivia                                                                 | Qual. Mondiali 2002                                                     | 1                                                                       |                                                                         |
| 7-10-2001                                                               | Asunción                                                                | Paraguay                                                                | 2 – 2                                                                   | Argentina                                                               | Qual. Mondiali 2002                                                     | -                                                                       |                                                                         |
| 26-3-2002                                                               | Londra                                                                  | Nigeria                                                                 | 1 – 1                                                                   | Paraguay                                                                | Amichevole                                                              | -                                                                       |                                                                         |
| 17-4-2002                                                               | Birmingham                                                              | Inghilterra                                                             | 4 – 0                                                                   | Paraguay                                                                | Amichevole                                                              | -                                                                       |                                                                         |
| 17-5-2002                                                               | Stoccolma                                                               | Svezia                                                                  | 1 – 2                                                                   | Paraguay                                                                | Amichevole                                                              | 1                                                                       |                                                                         |
| 2-6-2002                                                                | Pusan                                                                   | Paraguay                                                                | 2 – 2                                                                   | Sudafrica                                                               | Mondiali 2002 - 1º turno                                                | 1                                                                       |                                                                         |
| 7-6-2002                                                                | Jeonju                                                                  | Spagna                                                                  | 3 – 1                                                                   | Paraguay                                                                | Mondiali 2002 - 1º turno                                                | -                                                                       | 80’                                                                     |
| 12-6-2002                                                               | Seogwipo                                                                | Slovenia                                                                | 1 – 3                                                                   | Paraguay                                                                | Mondiali 2002 - 1º turno                                                | -                                                                       |                                                                         |
| 15-6-2002                                                               | Seogwipo                                                                | Germania                                                                | 1 – 0                                                                   | Paraguay                                                                | Mondiali 2002 - Ottavi di finale                                        | -                                                                       | 29’                                                                     |
| 26-3-2003                                                               | San Diego                                                               | Messico                                                                 | 1 – 1                                                                   | Paraguay                                                                | Amichevole                                                              | -                                                                       |                                                                         |
| 6-9-2003                                                                | Lima                                                                    | Perù                                                                    | 4 – 1                                                                   | Paraguay                                                                | Qual. Mondiali 2006                                                     | -                                                                       |                                                                         |
| 10-9-2003                                                               | Asunción                                                                | Paraguay                                                                | 4 – 1                                                                   | Uruguay                                                                 | Qual. Mondiali 2006                                                     | -                                                                       |                                                                         |
| 15-11-2003                                                              | Asunción                                                                | Paraguay                                                                | 2 – 1                                                                   | Ecuador                                                                 | Qual. Mondiali 2006                                                     | 1                                                                       |                                                                         |
| 18-11-2003                                                              | Santiago del Cile                                                       | Cile                                                                    | 0 – 1                                                                   | Paraguay                                                                | Qual. Mondiali 2006                                                     | -                                                                       |                                                                         |
| 31-3-2004                                                               | Asunción                                                                | Paraguay                                                                | 0 – 0                                                                   | Brasile                                                                 | Qual. Mondiali 2006                                                     | -                                                                       |                                                                         |
| 1-6-2004                                                                | La Paz                                                                  | Bolivia                                                                 | 2 – 1                                                                   | Paraguay                                                                | Qual. Mondiali 2006                                                     | -                                                                       | 63’                                                                     |
| 6-6-2004                                                                | Buenos Aires                                                            | Argentina                                                               | 0 – 0                                                                   | Paraguay                                                                | Qual. Mondiali 2006                                                     | -                                                                       |                                                                         |
| 5-9-2004                                                                | Asunción                                                                | Paraguay                                                                | 1 – 0                                                                   | Venezuela                                                               | Qual. Mondiali 2006                                                     | -                                                                       |                                                                         |
| 5-5-2005                                                                | East Rutherford                                                         | Ecuador                                                                 | 1 – 0                                                                   | Paraguay                                                                | Amichevole                                                              | -                                                                       | 80’                                                                     |
| 5-6-2005                                                                | Porto Alegre                                                            | Brasile                                                                 | 4 – 1                                                                   | Paraguay                                                                | Qual. Mondiali 2006                                                     | 1                                                                       |                                                                         |
| 8-6-2005                                                                | Asunción                                                                | Paraguay                                                                | 4 – 1                                                                   | Bolivia                                                                 | Qual. Mondiali 2006                                                     | 1                                                                       |                                                                         |
| 3-9-2005                                                                | Asunción                                                                | Paraguay                                                                | 1 – 0                                                                   | Argentina                                                               | Qual. Mondiali 2006                                                     | 1                                                                       | 46’                                                                     |
| 8-10-2005                                                               | Maracaibo                                                               | Venezuela                                                               | 0 – 1                                                                   | Paraguay                                                                | Qual. Mondiali 2006                                                     | -                                                                       |                                                                         |
| 10-6-2006                                                               | Francoforte sul Meno                                                    | Inghilterra                                                             | 1 – 0                                                                   | Paraguay                                                                | Mondiali 2006 - 1º turno                                                | -                                                                       |                                                                         |
| 15-6-2006                                                               | Berlino                                                                 | Svezia                                                                  | 1 – 0                                                                   | Paraguay                                                                | Mondiali 2006 - 1º turno                                                | -                                                                       | 63’                                                                     |
| 20-6-2006                                                               | Kaiserslautern                                                          | Paraguay                                                                | 2 – 0                                                                   | Trinidad e Tobago                                                       | Mondiali 2006 - 1º turno                                                | -                                                                       |                                                                         |
| 25-3-2007                                                               | Monterrey                                                               | Messico                                                                 | 2 – 1                                                                   | Paraguay                                                                | Amichevole                                                              | 1                                                                       |                                                                         |
| 28-3-2007                                                               | Bogotà                                                                  | Colombia                                                                | 2 – 0                                                                   | Paraguay                                                                | Amichevole                                                              | -                                                                       |                                                                         |
| 2-6-2007                                                                | Vienna                                                                  | Austria                                                                 | 0 – 0                                                                   | Paraguay                                                                | Amichevole                                                              | -                                                                       |                                                                         |
| 5-6-2007                                                                | Città del Messico                                                       | Messico                                                                 | 0 – 1                                                                   | Paraguay                                                                | Amichevole                                                              | -                                                                       | 75’                                                                     |
| 20-6-2007                                                               | Santa Cruz de la Sierra                                                 | Bolivia                                                                 | 0 – 0                                                                   | Paraguay                                                                | Amichevole                                                              | -                                                                       | 85’                                                                     |
| 28-6-2007                                                               | Maracaibo                                                               | Paraguay                                                                | 5 – 0                                                                   | Colombia                                                                | Coppa America 2007 - 1º turno                                           | 3                                                                       | 83’                                                                     |
| 2-7-2007                                                                | Barinas                                                                 | Stati Uniti                                                             | 1 – 3                                                                   | Paraguay                                                                | Coppa America 2007 - 1º turno                                           | -                                                                       |                                                                         |
| 5-7-2007                                                                | Barquisimeto                                                            | Paraguay                                                                | 0 – 1                                                                   | Argentina                                                               | Coppa America 2007 - 1º turno                                           | -                                                                       | 81’                                                                     |
| 8-7-2007                                                                | Maturín                                                                 | Messico                                                                 | 6 – 0                                                                   | Paraguay                                                                | Coppa America 2007 - Quarti di finale                                   | -                                                                       |                                                                         |
| 8-9-2007                                                                | Puerto Ordaz                                                            | Venezuela                                                               | 3 – 2                                                                   | Paraguay                                                                | Amichevole                                                              | -                                                                       | 81’                                                                     |
| 18-11-2007                                                              | Asunción                                                                | Paraguay                                                                | 5 – 1                                                                   | Ecuador                                                                 | Qual. Mondiali 2010                                                     | 1                                                                       | 77’                                                                     |
| 22-11-2007                                                              | Santiago del Cile                                                       | Cile                                                                    | 0 – 3                                                                   | Paraguay                                                                | Qual. Mondiali 2010                                                     | -                                                                       | 63’                                                                     |
| 26-3-2008                                                               | Johannesburg                                                            | Sudafrica                                                               | 3 – 0                                                                   | Paraguay                                                                | Amichevole                                                              | -                                                                       | 22’                                                                     |
| 31-5-2008                                                               | Tolosa                                                                  | Francia                                                                 | 0 – 0                                                                   | Paraguay                                                                | Amichevole                                                              | -                                                                       | 57’                                                                     |
| 15-6-2008                                                               | Asunción                                                                | Paraguay                                                                | 2 – 0                                                                   | Brasile                                                                 | Qual. Mondiali 2010                                                     | 1                                                                       | 81’                                                                     |
| 18-6-2008                                                               | La Paz                                                                  | Bolivia                                                                 | 4 – 2                                                                   | Paraguay                                                                | Qual. Mondiali 2010                                                     | 1                                                                       | 62’                                                                     |
| 20-8-2008                                                               | Riyadh                                                                  | Arabia Saudita                                                          | 1 – 1                                                                   | Paraguay                                                                | Amichevole                                                              | -                                                                       |                                                                         |
| 9-9-2008                                                                | Asunción                                                                | Paraguay                                                                | 2 – 0                                                                   | Venezuela                                                               | Qual. Mondiali 2010                                                     | -                                                                       |                                                                         |
| 19-11-2008                                                              | Mascate                                                                 | Oman                                                                    | 0 – 1                                                                   | Paraguay                                                                | Amichevole                                                              | -                                                                       |                                                                         |
| 13-11-2009                                                              | Doha                                                                    | Qatar                                                                   | 2 – 1                                                                   | Paraguay                                                                | Amichevole                                                              | -                                                                       |                                                                         |
| 18-11-2009                                                              | Eindhoven                                                               | Paesi Bassi                                                             | 0 – 0                                                                   | Paraguay                                                                | Amichevole                                                              | -                                                                       | 48’                                                                     |
| 15-5-2010                                                               | Nyon                                                                    | Corea del Nord                                                          | 0 – 1                                                                   | Paraguay                                                                | Amichevole                                                              | 1                                                                       |                                                                         |
| 25-5-2010                                                               | Dublino                                                                 | Irlanda                                                                 | 2 – 1                                                                   | Paraguay                                                                | Amichevole                                                              | -                                                                       | 77’                                                                     |
| 30-5-2010                                                               | Thonon-les-Bains                                                        | Paraguay                                                                | 2 – 2                                                                   | Costa d'Avorio                                                          | Amichevole                                                              | -                                                                       | 70’                                                                     |
| 2-6-2010                                                                | Winterthur                                                              | Grecia                                                                  | 0 – 2                                                                   | Paraguay                                                                | Amichevole                                                              | -                                                                       |                                                                         |
| 14-6-2010                                                               | Città del Capo                                                          | Italia                                                                  | 1 – 1                                                                   | Paraguay                                                                | Mondiali 2010 - 1º turno                                                | -                                                                       | 68’                                                                     |
| 20-6-2010                                                               | Bloemfontein                                                            | Paraguay                                                                | 2 – 0                                                                   | Slovacchia                                                              | Mondiali 2010 - 1º turno                                                | -                                                                       |                                                                         |
| 24-6-2010                                                               | Polokwane                                                               | Nuova Zelanda                                                           | 0 – 0                                                                   | Paraguay                                                                | Mondiali 2010 - 1º turno                                                | -                                                                       | 41’                                                                     |
| 29-6-2010                                                               | Pretoria                                                                | Paraguay                                                                | 0 – 0 dts (5 – 3 dtr)                                                   | Giappone                                                                | Mondiali 2010 - Ottavi di finale                                        | -                                                                       | 94’                                                                     |
| 3-7-2010                                                                | Johannesburg                                                            | Spagna                                                                  | 1 – 0                                                                   | Paraguay                                                                | Mondiali 2010 - Quarti di finale                                        | -                                                                       | 73’                                                                     |
| 11-8-2010                                                               | Asunción                                                                | Paraguay                                                                | 2 – 0                                                                   | Costa Rica                                                              | Amichevole                                                              | -                                                                       | 46’                                                                     |
| 4-9-2010                                                                | Yokohama                                                                | Giappone                                                                | 1 – 0                                                                   | Paraguay                                                                | Amichevole                                                              | -                                                                       | 81’                                                                     |
| 7-9-2010                                                                | Nanjing                                                                 | Cina                                                                    | 1 – 1                                                                   | Paraguay                                                                | Amichevole                                                              | -                                                                       | 84’                                                                     |
| 17-11-2010                                                              | Hong Kong                                                               | Hong Kong                                                               | 0 – 7                                                                   | Paraguay                                                                | Amichevole                                                              | 2                                                                       |                                                                         |
| 4-6-2011                                                                | Santa Cruz de la Sierra                                                 | Bolivia                                                                 | 0 – 2                                                                   | Paraguay                                                                | Amichevole                                                              | -                                                                       | 62’                                                                     |
| 7-6-2011                                                                | Luque                                                                   | Paraguay                                                                | 0 – 0                                                                   | Bolivia                                                                 | Amichevole                                                              | -                                                                       | 65’                                                                     |
| 11-6-2011                                                               | Asunción                                                                | Paraguay                                                                | 2 – 0                                                                   | Romania                                                                 | Amichevole                                                              | 1                                                                       | 63’                                                                     |
| 23-6-2011                                                               | Asunción                                                                | Paraguay                                                                | 0 – 0                                                                   | Cile                                                                    | Amichevole                                                              | -                                                                       | 58’                                                                     |
| 3-7-2011                                                                | Santa Fe                                                                | Ecuador                                                                 | 0 – 0                                                                   | Paraguay                                                                | Coppa America 2011 - 1º turno                                           | -                                                                       | 84’                                                                     |
| 9-7-2011                                                                | Córdoba                                                                 | Brasile                                                                 | 2 – 2                                                                   | Paraguay                                                                | Coppa America 2011 - 1º turno                                           | 1                                                                       |                                                                         |
| 13-7-2011                                                               | Salta                                                                   | Paraguay                                                                | 3 – 3                                                                   | Venezuela                                                               | Coppa America 2011 - 1º turno                                           | -                                                                       | 42’                                                                     |
| 20-7-2011                                                               | Mendoza                                                                 | Paraguay                                                                | 0 – 0 dts (5 – 3 dtr)                                                   | Venezuela                                                               | Coppa America 2011 - Semifinale                                         | -                                                                       | 74’ 81’                                                                 |
| 7-10-2011                                                               | Lima                                                                    | Perù                                                                    | 2 – 0                                                                   | Paraguay                                                                | Qual. Mondiali 2014                                                     | -                                                                       |                                                                         |
| 11-10-2011                                                              | Asunción                                                                | Paraguay                                                                | 1 – 1                                                                   | Uruguay                                                                 | Qual. Mondiali 2014                                                     | -                                                                       | 77’                                                                     |
| 15-8-2012                                                               | Washington                                                              | Paraguay                                                                | 3 – 3                                                                   | Guatemala                                                               | Amichevole                                                              | -                                                                       | 46’                                                                     |
| 7-9-2012                                                                | Córdoba                                                                 | Argentina                                                               | 3 – 1                                                                   | Paraguay                                                                | Qual. Mondiali 2014                                                     | -                                                                       | 59’                                                                     |
| 7-6-2013                                                                | Asunción                                                                | Paraguay                                                                | 1 – 2                                                                   | Cile                                                                    | Qual. Mondiali 2014                                                     | 1                                                                       | 59’                                                                     |
| 14-8-2013                                                               | Kaiserslautern                                                          | Germania                                                                | 3 – 3                                                                   | Paraguay                                                                | Amichevole                                                              | -                                                                       | Cap. 82’                                                                |
| 6-9-2013                                                                | Asunción                                                                | Paraguay                                                                | 4 – 0                                                                   | Bolivia                                                                 | Qual. Mondiali 2014                                                     | 1                                                                       | Cap.                                                                    |
| 10-9-2013                                                               | Asunción                                                                | Paraguay                                                                | 2 – 5                                                                   | Argentina                                                               | Qual. Mondiali 2014                                                     | 1                                                                       | Cap.                                                                    |
| 11-10-2013                                                              | San Cristóbal                                                           | Venezuela                                                               | 1 – 1                                                                   | Paraguay                                                                | Qual. Mondiali 2014                                                     | -                                                                       | Cap.                                                                    |
| 15-10-2013                                                              | Asunción                                                                | Paraguay                                                                | 1 – 2                                                                   | Colombia                                                                | Qual. Mondiali 2014                                                     | -                                                                       | Cap.                                                                    |
| 29-5-2014                                                               | Kufstein                                                                | Camerun                                                                 | 1 – 2                                                                   | Paraguay                                                                | Amichevole                                                              | 1                                                                       | 71’                                                                     |
| 1-6-2014                                                                | Nizza                                                                   | Francia                                                                 | 1 – 1                                                                   | Paraguay                                                                | Amichevole                                                              | -                                                                       | 65’                                                                     |
| 7-9-2014                                                                | Villaco                                                                 | Emirati Arabi Uniti                                                     | 0 – 0                                                                   | Paraguay                                                                | Amichevole                                                              | -                                                                       | Cap.                                                                    |
| 10-10-2014                                                              | Cheonan                                                                 | Corea del Sud                                                           | 2 – 0                                                                   | Paraguay                                                                | Amichevole                                                              | -                                                                       | 78’                                                                     |
| 14-10-2014                                                              | Hangzhou                                                                | Cina                                                                    | 2 – 1                                                                   | Paraguay                                                                | Amichevole                                                              | -                                                                       | Cap.                                                                    |
| 14-11-2014                                                              | Luque                                                                   | Paraguay                                                                | 2 – 1                                                                   | Perù                                                                    | Amichevole                                                              | -                                                                       | 81’                                                                     |
| 18-11-2014                                                              | Lima                                                                    | Perù                                                                    | 2 – 1                                                                   | Paraguay                                                                | Amichevole                                                              | 1                                                                       | Cap. 86’                                                                |
| 6-6-2015                                                                | Asunción                                                                | Paraguay                                                                | 2 – 2                                                                   | Honduras                                                                | Amichevole                                                              | 2                                                                       | 72’                                                                     |
| 13-6-2015                                                               | La Serena                                                               | Argentina                                                               | 2 – 2                                                                   | Paraguay                                                                | Coppa America 2015 - 1º turno                                           | -                                                                       | Cap. 79’                                                                |
| 16-6-2015                                                               | Antofagasta                                                             | Paraguay                                                                | 1 – 0                                                                   | Giamaica                                                                | Coppa America 2015 - 1º turno                                           | -                                                                       | Cap.                                                                    |
| 20-6-2015                                                               | La Serena                                                               | Paraguay                                                                | 1 – 1                                                                   | Uruguay                                                                 | Coppa America 2015 - 1º turno                                           | -                                                                       | 71’                                                                     |
| 27-6-2015                                                               | Concepción                                                              | Brasile                                                                 | 1 – 1 dts (3 – 4 dtr)                                                   | Paraguay                                                                | Coppa America 2015 - Quarti di finale                                   | -                                                                       | Cap.                                                                    |
| 30-6-2015                                                               | Concepción                                                              | Argentina                                                               | 6 – 1                                                                   | Paraguay                                                                | Coppa America 2015 - Semifinale                                         | -                                                                       | Cap. 30’                                                                |
| 29-3-2016                                                               | Asunción                                                                | Paraguay                                                                | 2 – 2                                                                   | Brasile                                                                 | Qual. Mondiali 2018                                                     | -                                                                       | 10’                                                                     |
| 10-11-2016                                                              | Asunción                                                                | Paraguay                                                                | 1 – 4                                                                   | Perù                                                                    | Qual. Mondiali 2018                                                     | -                                                                       | 75’                                                                     |
| Totale                                                                  |                                                                         | Presenze (3º posto)                                                     | 112                                                                     |                                                                         | Reti (1º posto)                                                         | 32                                                                      |                                                                         |

## Palmarès

### Club

#### Competizioni nazionali
- Campionato paraguaiano: 13

Olimpia: 1997, 1998, 1999, Apertura 2018, Clausura 2018, Apertura 2019, Clausura 2019, Clausura 2020
Libertad: Apertura 2022, Apertura 2023, Clausura 2023, Apertura 2024, Apertura 2025
- Campionato tedesco: 5

Bayern Monaco: 1999-2000, 2000-2001, 2002-2003, 2004-2005, 2005-2006
- Coppa di Germania: 4

Bayern Monaco: 1999-2000, 2002-2003, 2004-2005, 2005-2006
- Coppa di Lega tedesca: 2

Bayern Monaco: 2000, 2004
- Copa Paraguay: 3

Olimpia: 2021
Libertad: 2023, 2024
- Supercopa Paraguay: 3

Olimpia: 2021
Libertad: 2023, 2024

### Competizioni Internazionali
- UEFA Champions League: 1

Bayern Monaco: 2000-2001
- Coppa Intercontinentale: 1

Bayern Monaco: 2001

### Individuale
- Calciatore paraguaiano dell'anno: 2

1999, 2018
- Capocannoniere del campionato paraguaiano: 2

Apertura 2019 (11 reti), Clausura 2019 (15 reti)